# بیمارستان شهید رجایی (یاسوج)
بیمارستان شهید رجایی، بیمارستانی آموزشی و درمانی است که در شهر یاسوج واقع می‌باشد.